# Dornier Do J
Dimensions
Le Dornier Do J est un hydravion allemand bimoteur des années 1920.
Le Dornier Do J était plus connu sous le nom de Wal (« baleine » en allemand). Il fit son premier vol le 6 novembre 1922. Les essais en vol, comme l'essentiel de la production, eurent lieu en Italie, car toutes les activités aéronautiques étaient interdites en Allemagne après la Première Guerre mondiale.

## Conception
Cet hydravion sesquiplan était propulsé par deux moteurs Rolls-Royce Eagle IX de 355 ch (265 kW) en configuration push-pull lui permettant d'atteindre une vitesse maximum de 185 km/h, et une vitesse de croisière de 145 km/h. Son poids à vide était de 2 524 kg pour une charge utile maximum de 4 100 kg. Il avait une autonomie de 3 600 km et un plafond de 11 480 pieds (3 500 m).
L'avion pouvait emporter deux à quatre hommes d'équipage et de 10 à 12 passagers. Deux versions initiales ont existé, l'une militaire, l'autre civile. Plus de 300 Wal furent construits par CMASA, Piaggio en Italie, CASA en Espagne, Kawasaki au Japon, Aviolanda (en) aux Pays-Bas et Dornier en Allemagne.

## Expéditions
L'explorateur norvégien de l'Arctique Roald Amundsen utilisa deux hydravions Dornier dans sa tentative pour atteindre le pôle Nord en 1925.
Le 10 février 1926 arrivait à Buenos Aires l'hydravion dénommé Plus Ultra piloté par le commandant espagnol Ramón Franco. Avec trois équipiers, le capitaine Ruiz de Alda Miqueleiz, le mécanicien Pablo Rada et l'enseigne de vaisseau Juan Manuel Durán (es), ils ont franchi l’Atlantique avec escales. Partis de Palos de la Frontera (Espagne) le 22 janvier 1926, ils ont fait escale à Grande Canarie, au Cap Vert, Recife et Rio-de-Janeiro puis à Montevideo.
L'aviateur militaire portugais Sarmento de Beires (en) et son équipage ont fait la première traversée nocturne de l'Atlantique Sud dans un Dornier J dénommé Argos, dans la nuit du 17 mars 1927, entre la Guinée Portugaise et le Brésil.
Deux Dornier Wal, dénommés Passat (alizé) et Boreas, jouèrent un rôle important dans la troisième expédition allemande de l'Antarctique en 1939.